# Christuskirche (Tauberbischofsheim)

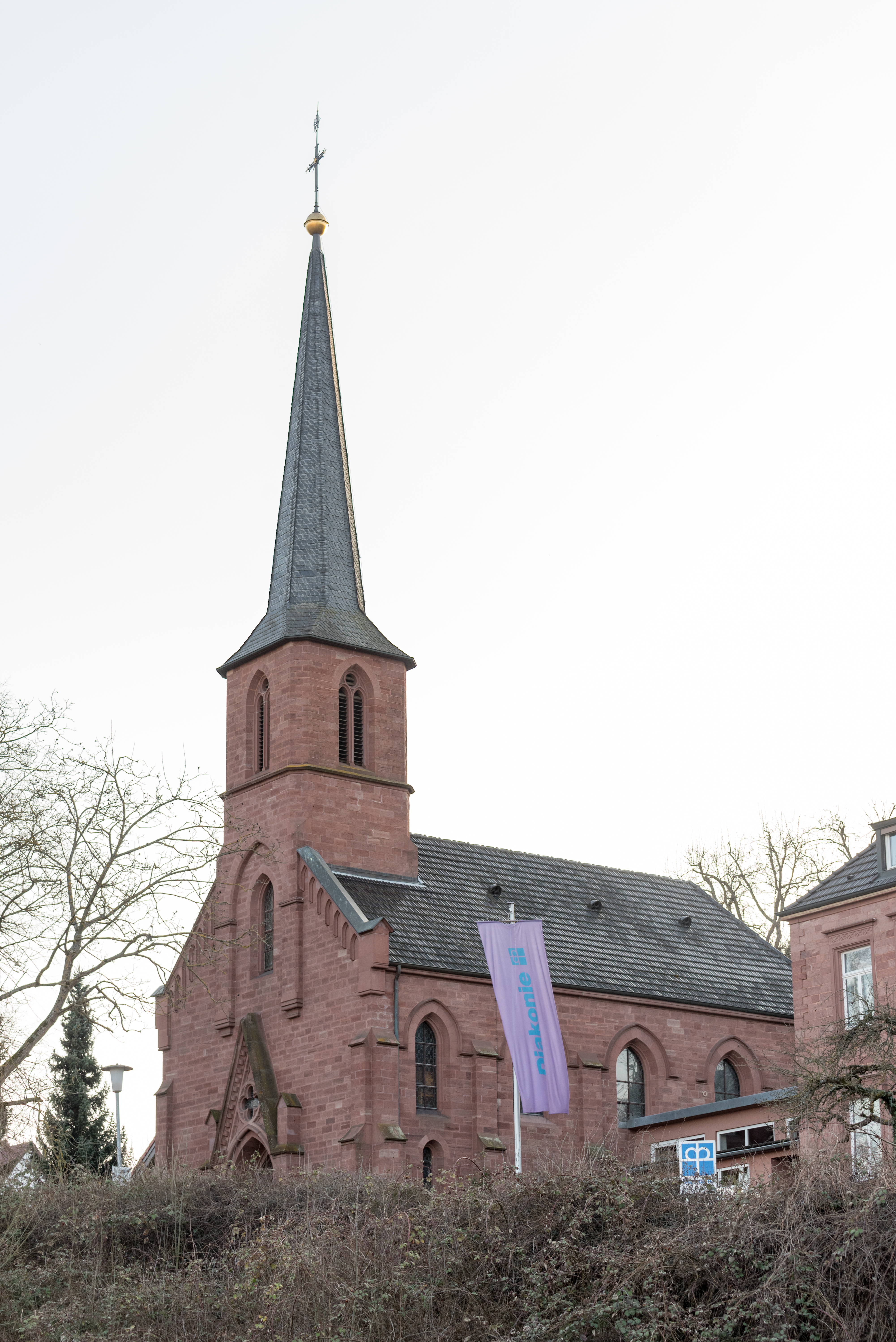
Die Christuskirche in Tauberbischofsheim (2017)

Die Christuskirche ist eine evangelische Kirche in Tauberbischofsheim im Main-Tauber-Kreis.
Sie wurde von 1894 bis 1895 errichtet, am 31. Oktober 1895 feierte die Gemeinde die Fertigstellung.
Links und rechts des Haupteingangs befinden sich Gedenktafeln für die gefallenen Gemeindemitglieder im Ersten und Zweiten Weltkrieg.

Ansichten der Christuskirche in Tauberbischofsheim
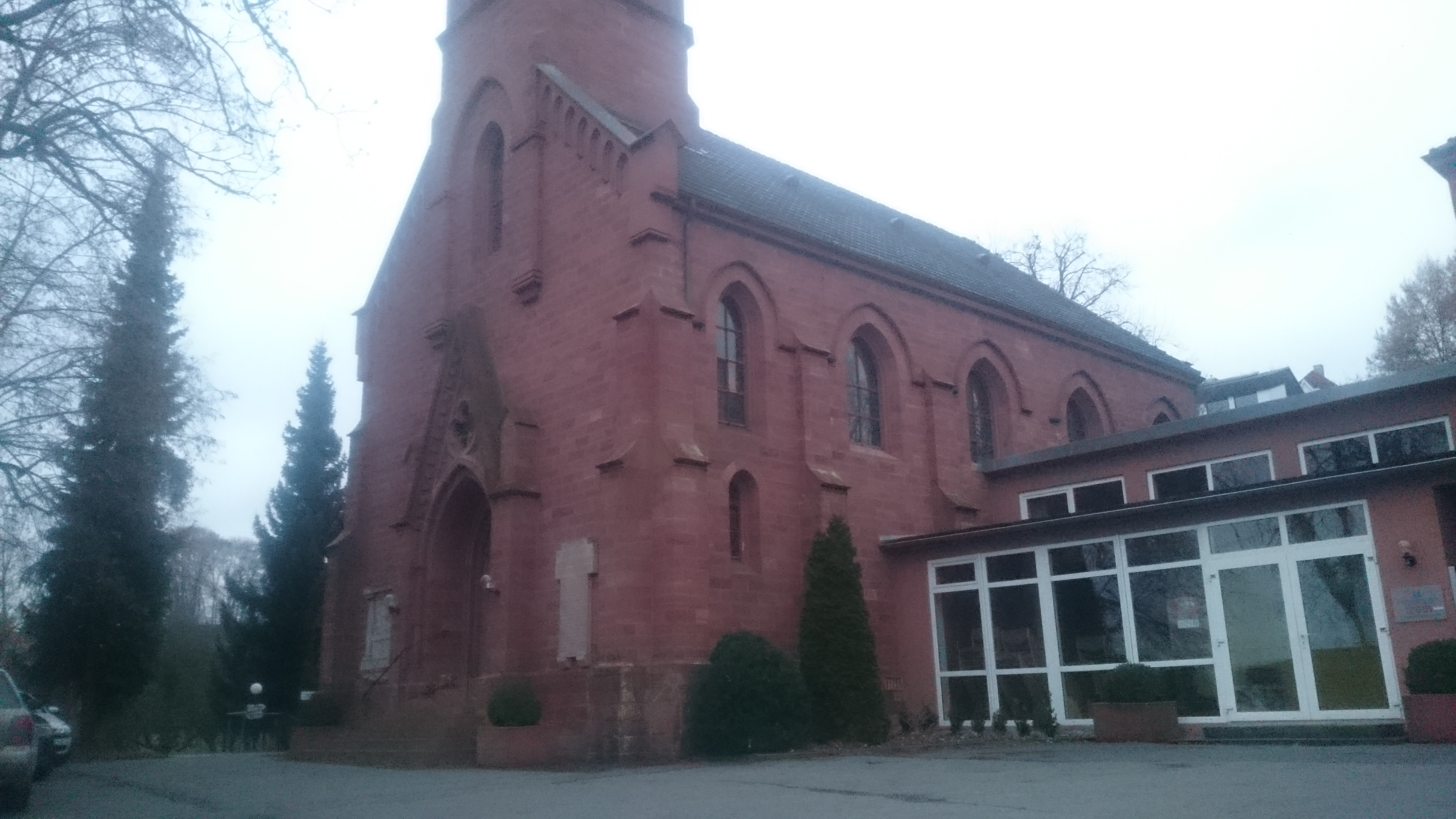
Christuskirche und Pfarramt
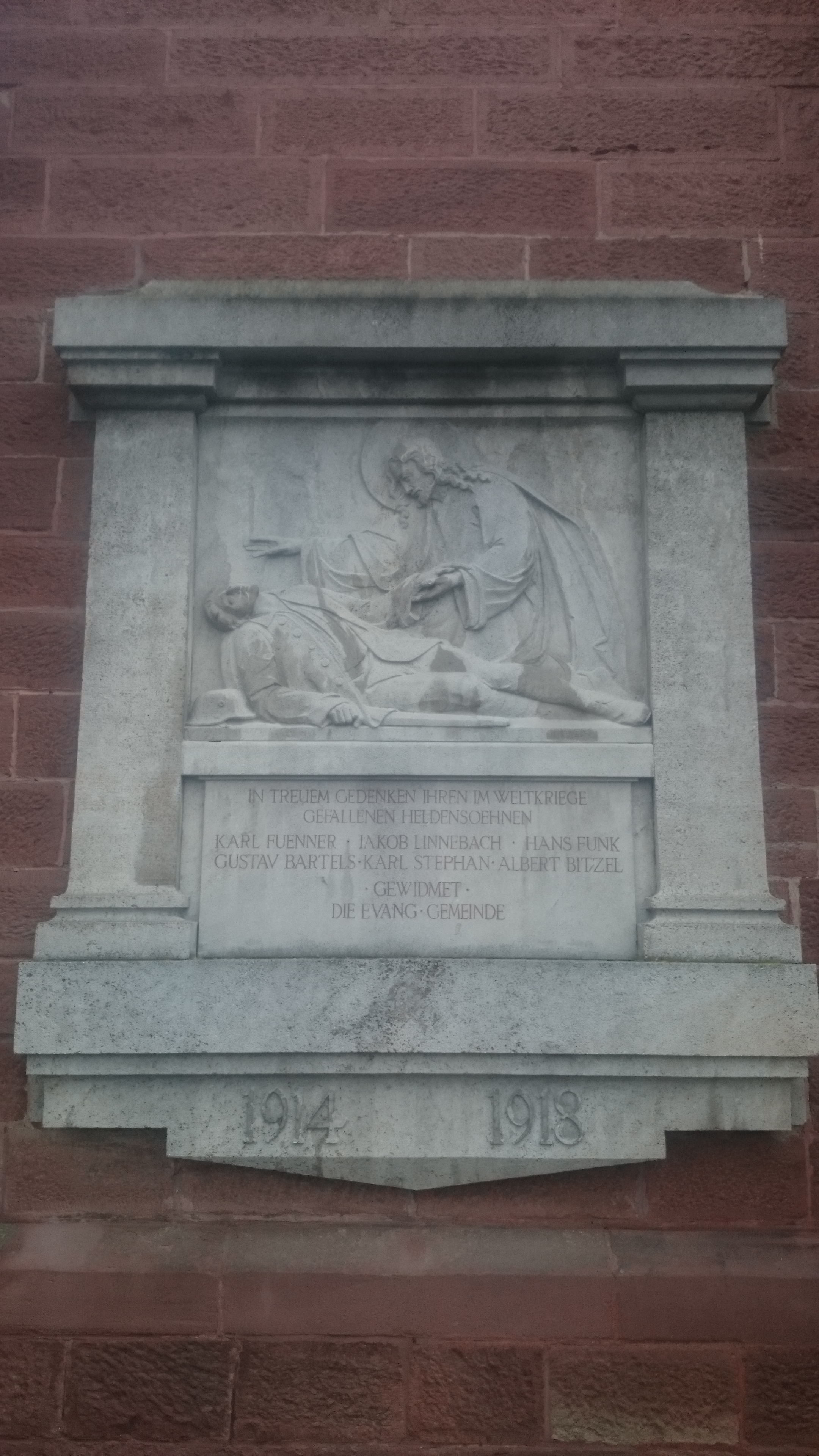
Gedenktafel, Erster Weltkrieg
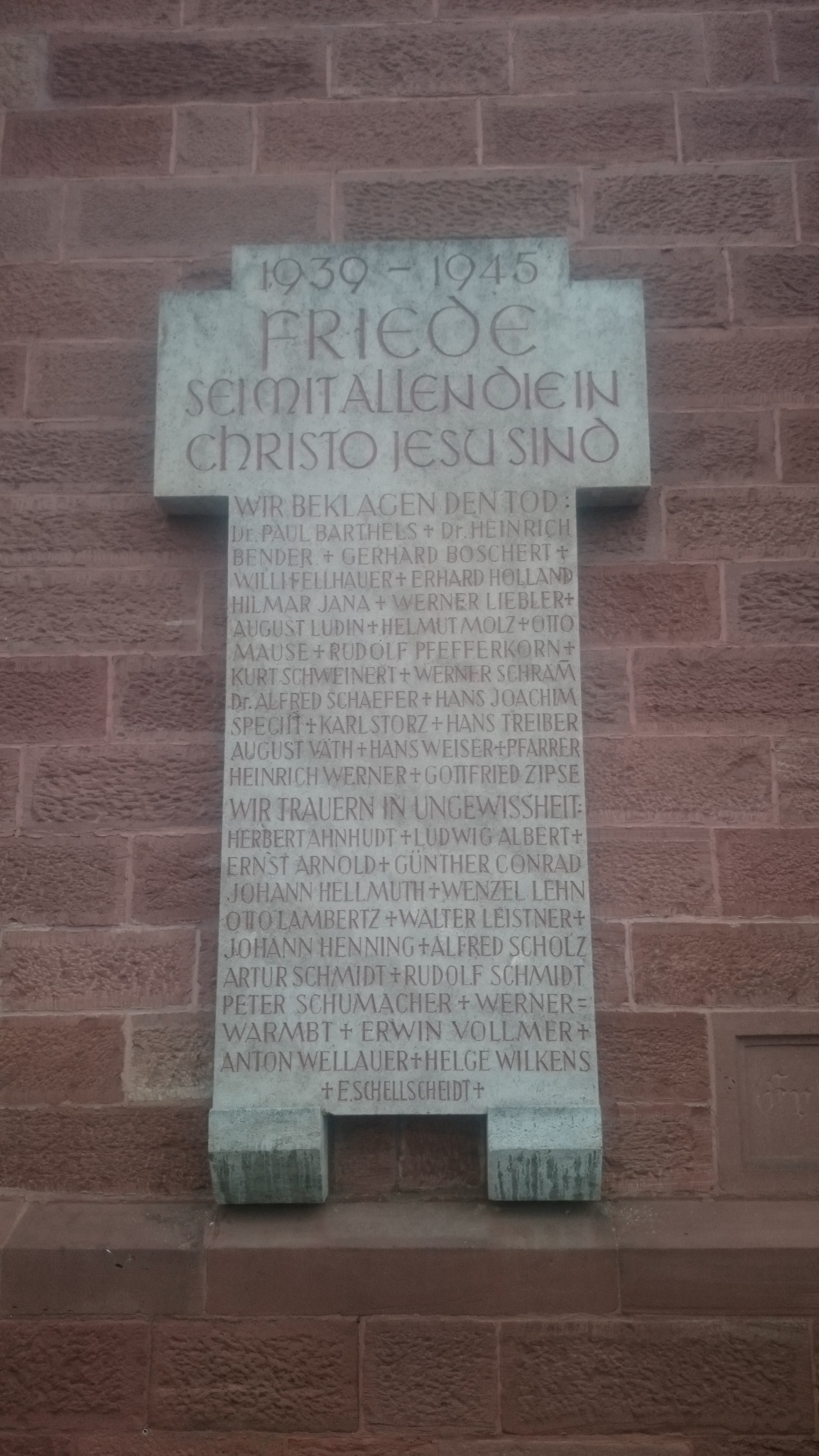
Gedenktafel, Zweiter Weltkrieg
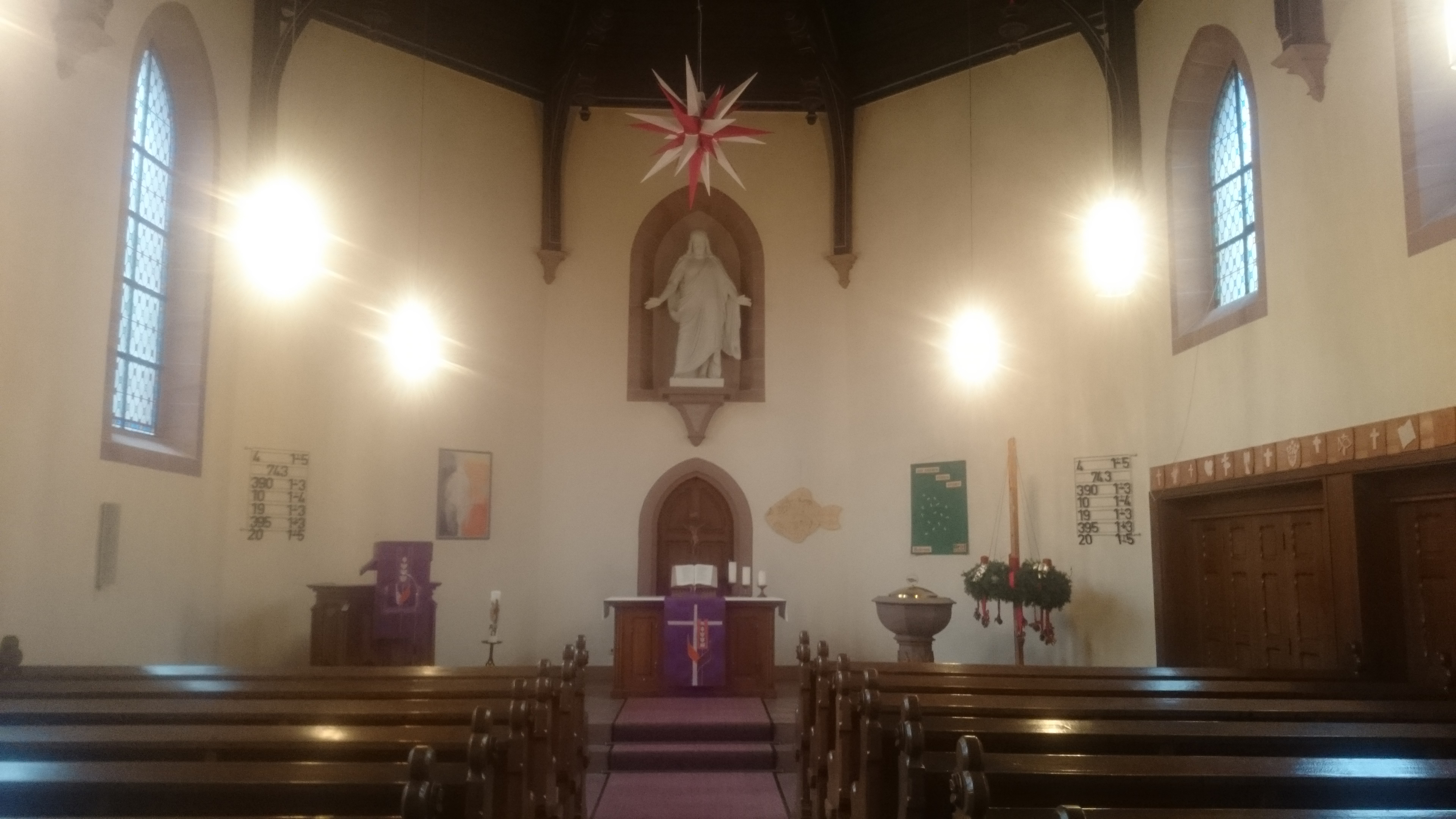
Innenansicht

## Kirchengemeinde
Die Evangelische Kirchengemeinde Tauberbischofsheim ist mit etwa 2700 Gemeindemitgliedern die größte evangelische Kirchengemeinde im evangelischen Kirchenbezirk Wertheim. Da die Tauberbischofsheimer Stadtteile Dienstadt, Distelhausen, Dittigheim, Dittwar, Hochhausen und Impfingen sowie die benachbarte Gemeinde Königheim über keine eigene evangelische Kirche verfügen, besuchen die dort lebenden evangelischen Gottesdienstbesucher die Tauberbischofsheimer Christuskirche.
Neben der Christuskirche verfügt die Kirchengemeinde über ein evangelisches Gemeindezentrum, eine evangelische Kindertagesstätte und einen Pfarrsaal.